# 隐私预期
隐私预期（英語：expectation of privacy）或稱合理隱私期待，是一种司法上的测试方法，用来确定美利坚合众国宪法第四条修正案所声明的隐私权的保护范围。

## 概述
隐私预期有两种：
- 主观的隐私预期：一个人认为某个地点或环境是私密的。不同的人对同一个地点的主观的隐私预期可能不同。
- 客观的、合法的、合理的隐私预期：社会上普遍认同的隐私预期。

有合理的隐私预期的地点包括人们的住宅或宾馆房间、企业或公共部门提供的用于保护隐私的公共场所（如公厕、监狱的私密场所、公用电话亭）。
一般来说，释放到公用领域的事物不存在合理的隐私预期：
- 扔在公共场合的垃圾[2]
- 某人给谁打过电话、在互联网上跟谁聊过天[5]（参见Pen register（英语：Pen register））
- 与他人的谈话。（警方传讯某人去质询已被正式起诉的被告，可能违反第六修正案。）[6]
- 一个人的身体特征，如声音和笔迹。[7]
- what is observed pursuant to aerial surveillance that is conducted in public navigable airspace not using equipment that unreasonably enhances the surveying government official's vision;[8][9]
- anything in open fields（英语：Open fields doctrine） (e.g. barn);[10]
- 在交通站可被缉毒犬嗅到的气味，即使政府官员无合理的理由怀疑被告车辆里藏有毒品。[11]
- 汽车外层的油漆碎屑[12]

虽然可能有人在自己的车辆里存在主观的隐私预期，但这不总是客观的隐私预期；在家中是有客观的隐私预期的。